# بوناتا، بوليفيا
بوناتا، بوليفيا هي مدينة تقع في إدارة كوتشابامبا في بوليفيا، بلغ عدد سكانها 14,742 نسمة.

## أعلام
- لويس دومينغو رودريغيز باردو